# Mlakva
 Ovo je glavno značenje pojma Mlakva. Za druga značenja pogledajte Mlakva (razdvojba).
Mlakva je dio Kosinjske doline i naselje u Republici Hrvatskoj, u sastavu Općine Perušić, Ličko-senjska županija.

## Stanovništvo
- 2001. – 62
- 1991. – 114 (Srbi – 101, Hrvati – 6, Jugoslaveni – 5, ostali – 2)
- 1981. – 169 (Srbi – 145, Jugoslaveni – 15, Hrvati – 9)
- 1971. – 223 (Srbi – 196, Hrvati – 19, Jugoslaveni – 7, ostali – 1)

## Galerija
- Zaselak Poljan
- Pogled na rijeku Liku
- Rijeka Lika i okolna brda
- Rijeka Lika niže Bobina brda

## Vanjske poveznice
- Mlakva na maplandia.com
- Satelitska snimka[neaktivna poveznica] na glosk.com